# C17orf50
C17orf50 (англ. Chromosome 17 open reading frame 50) – білок, який кодується однойменним геном, розташованим у людей на 17-й хромосомі. Довжина поліпептидного ланцюга білка становить 174 амінокислот, а молекулярна маса — 19 346.
| 10         |  | 20         |  | 30         |  | 40         |  | 50         |
| ---------- |  | ---------- |  | ---------- |  | ---------- |  | ---------- |
| MDKHGVKTPL |  | WKKETEELRA |  | EDAEQEEGKE |  | GSEDEDEDNQ |  | RPLEDSATEG |
| EEPPRVAEEG |  | EGRERRSVSY |  | CPLRQESSTQ |  | QVALLRRADS |  | GFWGWLGPLA |
| LLGGLTAPTD |  | RKRSLPEEPC |  | VLEIRRRPPR |  | RGGCACCELL |  | FCKKCRSLHS |
| HPAYVAHCVL |  | DHPDLGKAGA |  | AGNS       |  |            |  |            |

A: Аланін

C: Цистеїн

D: Аспарагінова кислота

E: Глутамінова кислота

F: Фенілаланін

G: Гліцин

H: Гістидин

I: Ізолейцин

K: Лізин

L: Лейцин

M: Метіонін

N: Аспарагін

P: Пролін

Q: Глутамін

R: Аргінін

S: Серин

T: Треонін

V: Валін

W: Триптофан